# Wilmer Martínez
Wilmer Javier Martínez Narváez (ur. 8 marca 1991) – nikaraguański zapaśnik walczący w obu stylach. Zajął piąte miejsce na igrzyskach Ameryki Środkowej i Karaibów w 2014. Brązowy medalista igrzysk Ameryki Środkowej w 2017 roku.